# 南开大学深圳金融工程学院
南开大学深圳金融工程学院，2002年5月在深圳市成立，是中国首家专注于金融工程学科的学院，诺贝尔经济学奖得主罗伯特·蒙代尔、中国证监会首任主席刘鸿儒任名誉院长，南开大学借此成为继清华大学、北京大学、哈尔滨工业大学之后第四所入驻深圳大学城的国内高等学府。2009年，南开大学深圳金融工程学院因南开大学与深圳市政府理念不合而终止合作并撤销。

## 历史沿革
2001年10月，南开大学与深圳市政府签署《深圳市人民政府、南开大学合作创办南开大学深圳金融工程学院协议书》，协议明确南开大学深圳金融工程学院为独立事业法人单位。学院设理事会，由深圳市政府、南开大学、合作学校及企业共同组成。
2002年4月，教育部正式批准南开大学深圳金融工程学院项目，由南开大学、深圳市政府以及部分国外著名高校和部分知名企业共同建设。同11月，南开大学深圳金融工程学院正式揭牌。2005年1月15日，南开大学深圳金融工程学院一期工程正式开工。2006年9月，深圳大学城内的南开大学深圳金融工程学院新园区正式启用。
2009年12月19日，深圳市副市长陈应春在深圳国际金融城市建设与人才战略研讨会上表示由于学校理念与政府愿望、想法无法融合，深圳市政府当年的投资也无法实现回报，最终导致双方的合作破裂。

## 后续
2010年1月，南开大学深圳金融工程学院校址由南方科技大学筹备办公室全面接收，作为南方科技大学启动校区。
2013年，南方科技大学迁至新校址，原南开大学深圳金融学院校址被深圳大学接收，作为深圳大学总医院。
2015年6月15日，南开大学在津南校区成立南开大学金融学院。
2017年，深圳市教育局在回复深圳市政协委员《关于完善龙华教育体系加快发展高等教育的提案》时，称南开大学与参与深圳金融工程学院办学的公司经济纠纷尚未解决。